# مارک دروز
مارک دروز (انگلیسی: Mark Druce؛ زادهٔ ۳ مارس ۱۹۷۴) بازیکن فوتبال اهل بریتانیا است.
از باشگاه‌هایی که در آن بازی کرده‌است می‌توان به باشگاه فوتبال روترهام یونایتد، باشگاه فوتبال ووکینگ، باشگاه فوتبال آکسفورد سیتی، باشگاه فوتبال آکسفورد یونایتد، باشگاه فوتبال کیدرمینستر هاریرس، و باشگاه فوتبال هرفورد یونایتد اشاره کرد.